# Lastra con pavone di San Salvatore
La lastra con pavone è una scultura in marmo proconnesio databile alla seconda metà dell'VIII secolo e conservata nel museo di Santa Giulia di Brescia, nell'ex chiesa di San Salvatore, dalla quale proviene.

## Storia
Il bassorilievo e il suo gemello frammentario, oggi esposti assieme, facevano probabilmente parte di un'unica opera nell'ambito dell'arredo liturgico originale della basilica, forse un ambone dal quale venivano letti i testi sacri e pronunciate le omelie. I due pezzi, nel complesso, rientrano nella vasta collezione dei marmi longobardi di San Salvatore, ai quali erano affiancati stucchi ed elementi in terracotta, tutti rappresentativi di una produzione di alta qualità.
Smontato il monumento del quale faceva parte la lastra in epoca imprecisabile, questa viene conservata, probabilmente per le sue qualità estetiche, e trasferita altrove nel monastero. Rimane ignota la destinazione ultima dell'opera, così come le sue vicende nei secoli a venire, anche dopo la soppressione del monastero avvenuta nel 1797. Alla fondazione del Museo dell'Età Cristiana nel 1830, il bassorilievo è già esposto come proveniente da San Salvatore e, da allora, farà per sempre parte delle collezioni civiche.
Nel 1956, durante i primi scavi nei locali dell'ex monastero e, in particolare, sotto la basilica, vengono recuperati i due frammenti del bassorilievo gemello, confermandone così la provenienza. Con l'apertura del museo di Santa Giulia nel 1998, la lastra e i due frammenti trovano collocazione definitiva nell'aula della ex chiesa, all'interno del percorso espositivo.

## Descrizione

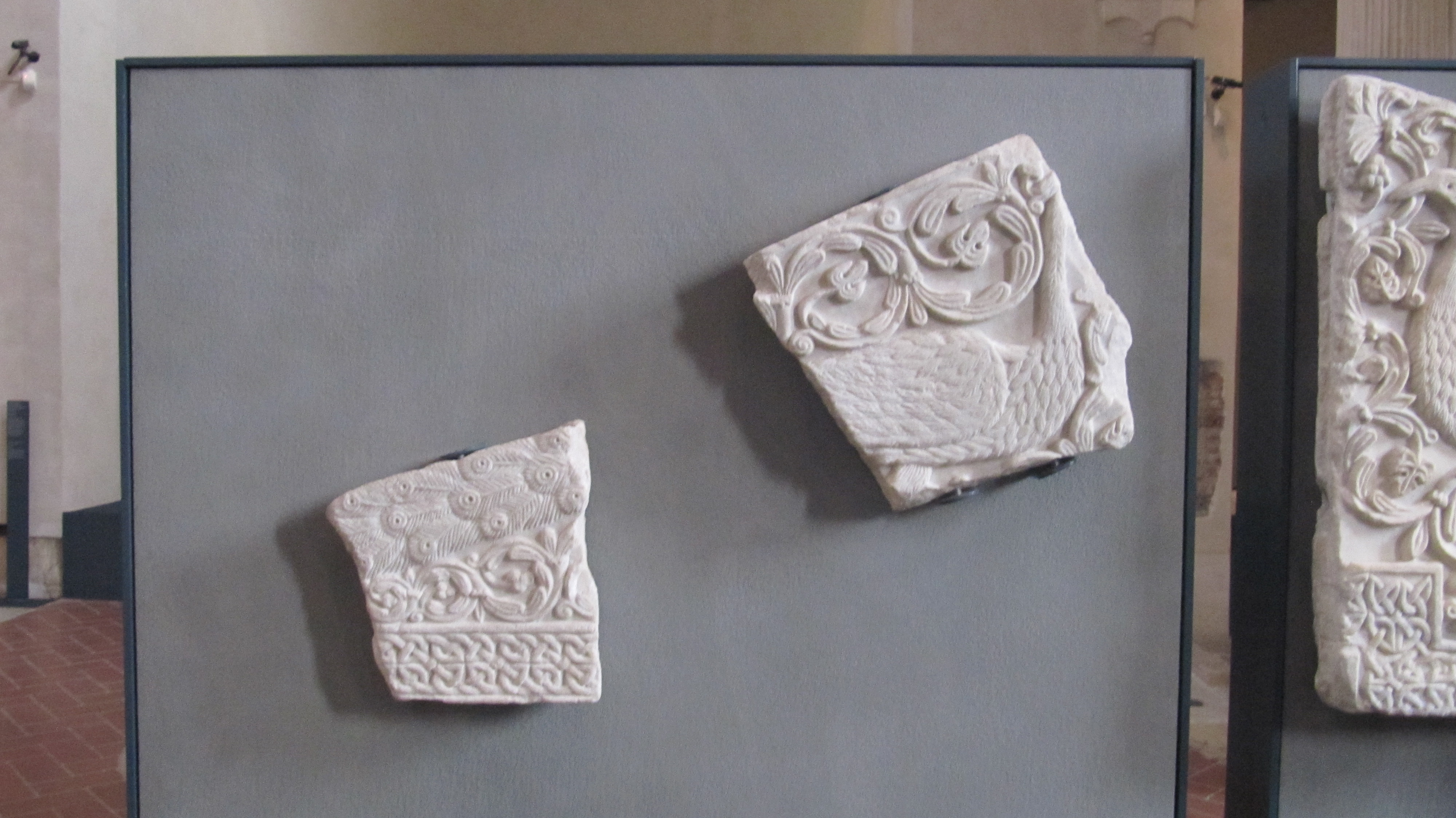
I due frammenti della lastra gemella

La lastra, di forma triangolare, è in marmo proconnesio, cavato nelle isola del mar di Marmara, e si trova in eccellente stato di conservazione. Al suo interno è raffigurato, finemente lavorato a bassorilievo, un pavone collocato in modo armonico con lo spazio triangolare disponibile.
L'animale è avvolto in un lungo tralcio di vite con foglie e grappoli, le cui dimensioni si adattano continuamente allo spazio disponibile tra il contorno del pavone e il margine della lastra. Il bordo inferiore, invece, presenta una fascia ornata da quattro nastri fittamente intrecciati a formare un motivo regolare.
La figura del pavone occupa la maggior parte dello spazio centrale ed è reso molto in dettaglio, con una lavorazione molto fine e puntuale delle singole piume del torso, delle ali e della coda.
Nei due frammenti della lastra gemella sopravvivono invece il petto, il collo e parte di un'ala del pavone più due girali del tralcio di vite nel primo mentre, nel secondo, parte della coda, del tralcio di vite e della fascia geometrica di base.

## Stile
L'iconografia del pavone rimanda immediatamente alla resurrezione di Cristo e all'immortalità dell'anima e si tratta di un simbolo mutuato dall'arte paleocristiana, nel cui ambito si osserva spesso. La figura del pavone ricorrerà anche in seguito, per tutto l'Alto Medioevo.
L'opera, assieme alla gemella frammentaria, costituisce uno dei più importanti e raffinati esempi della scultura del periodo, ispirato all'eleganza dell'arte bizantina e al naturalismo di derivazione tardoantica. Dal punto di vista cronologico è collocabile alla seconda metà dell'VIII secolo, nell'ambito della Rinascenza liutprandea che vide il rifiorire dell'arte longobarda sotto l'influsso di quella romana.